# Семь грешников (фильм, 1940)
«Семь грешников» (англ. Seven Sinners) — романтическая кинокомедия режиссёра Тэя Гарнетта. Премьера фильма состоялась в США — 25 октября 1940 года.

## Сюжет
Фильм посвящён жизни салонной певицы Бижу Бланш (Дитрих), кочующей по островам в Тихом океане в сопровождении дезертира Эдварда Патрика Финнегана по прозвищу Крошка Нэд (Бродерик Кроуфорд) и вора-карманника Саши Менкена (Миша Ауэр). В конце концов, она встречает лейтенанта Дэна Брента (Уэйн), и они влюбляются. Когда Брент обещает жениться на Бижу, его командир и другие пытаются отговорить его.

## В ролях
| Актёр             | Роль                       |
| ----------------- | -------------------------- |
| Марлен Дитрих     | Бижу Бланш                 |
| Джон Уэйн         | Лейтенант Дэн Брент        |
| Альберт Деккер    | Доктор Мартин              |
| Анна Ли           | Дороти Хендерсон           |
| Миша Ауэр         | Саша Менкен                |
| Билли Гилберт     | Тони                       |
| Ричард Карл       | Участковый инспектор       |
| Сэмюэл С. Хиндс   | Губернатор Харви Хендерсон |
| Оскар Хомолка     | Антро                      |
| Реджинальд Денни  | Капитан Чёрч               |
| Винс Барнетт      | Бармен                     |
| Герберт Роулинсон | Старпом                    |
| Джеймс Крейг      | Прапорщик                  |
| Уильям Бейкуэлл   | Прапорщик Джадсон          |
| Винс Барнетт      | бармен                     |